# Bertil Malmberg

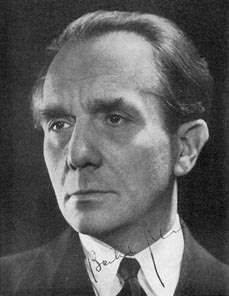
Bertil Malmberg (ca. 1940)

Bertil Frans Harald Malmberg (* 13. August 1889 in Härnösand; † 11. Februar 1958 in Stockholm) war ein schwedischer Dichter.

## Leben
Nachdem Malmberg in Uppsala, Berlin, Lund und München studiert hatte, schloss er im Jahr 1907 sein Studium in Stockholm ab. Im Jahr 1908 debütierte er mit der Sammlung Bränder (Feuer). Das bekannteste seiner Werke ist der autobiographisch beeinflusste Roman Åke und seine Welt, der in einfühlender und poetischer Sprache die Kindheit eines kleinen Jungen schildert, wo vor allem die jährlichen Sommerferien, die der kleine Åke mit seiner Familie auf dem Land verbrachte, beschrieben werden. Die zweimalige Verfilmung, zuletzt 1984 mit u. a. Stellan Skarsgård, hat stark zur Bekanntheit des Werks beigetragen. Hans Cornelius übersetzte die Gedichte von Malmberg und war mit Maria Gundrum befreundet.  

## Werke
- 1908: Bränder
- 1916: Atlantis
- 1923: Orfika
- 1924: Åke och hans värld, dt.: Ake und seine Welt
- 1927: Slöjan
- 1929: Vinden
- 1932: Illusionernas värld
- 1936: Tyska intryck
- 1937: Värderingar
- 1942: Excellensen, dt.: Die Exzellenz
- 1947: Under månens fallande båge
- 1948: Men bortom marterpålarna
- 1949: Utan resolution
- 1949: Staden i regnet
- 1950: Med cyklopöga
- 1951: Idealet och livet
- 1956: Förklädda memoarer

## Verfilmungen
Literarische Vorlage
- 1984: Ake und seine Welt (Åke och hans värld)

Drehbuch
- 1943: Die Jungfrau und der Teufel (Flickan och djävulen)